# أمسية صيفية على شاطئ سكاجين - الفنان وزوجته

أمسية صيفية على شاطئ سكاجين - الفنان وزوجته هي لوحة زيتية للرسام الدنماركي بيدير كروير وتعتبر واحدة من أشهر لوحات رسامين سكاجين تصور اللوحة كروير مع زوجته ماري وكلبه راب يتجولون على الشاطئ في ضوء القمر.